# Punctelia lorentzii
Punctelia lorentzii är en lavart som först beskrevs av Kremp., och fick sitt nu gällande namn av Krog. Punctelia lorentzii ingår i släktet Punctelia och familjen Parmeliaceae.   Inga underarter finns listade i Catalogue of Life.